# Tvrdošovce
Tvrdošovce este o comună slovacă, aflată în districtul Nové Zámky din regiunea Nitra. Localitatea se află la altitudinea de 120 m deasupra n.m., se întinde pe o suprafață de 55,56 km2 și în 2017 număra 5.156 de locuitori.
Localitatea este înfrățită cu Bonyhád și Zetea.

## Istoric
Localitatea Tvrdošovce este atestată documentar din 1221.

## Demografie
| An:                | 1994 | 2004   | 2014   | 2024   |
| ------------------ | ---- | ------ | ------ | ------ |
| Număr de persoane: | 5145 | 5239   | 5172   | 5062   |
| Diferență:         |      | +1,82% | −1,27% | −2,12% |

| An:                | 2023 | 2024   |
| ------------------ | ---- | ------ |
| Număr de persoane: | 5089 | 5062   |
| Diferență:         |      | −0,53% |